# Marzano di Nola
Marzano di Nola község (comune) Olaszország Campania régiójában, Avellino megyében.

## Fekvése
A megye nyugati részén fekszik, Avellino és Nápoly megyék határán. Határai: Domicella, Liveri, Pago del Vallo di Lauro és Visciano. Termékeny talajának köszönhetően kiváló mezőgazdasági vidék.

## Története
Valószínűleg a longobárd időkben alapították (8-9. század), bár a régészeti leletek tanúsága szerint már az ókorban lakott vidék volt. Nevét az egykori hűbéruráról, Pandolfo da Marezzanoról kapta. A középkorban a laurói hűbéri birtok része volt.  A 19. században nyerte el önállóságát, amikor a Nápolyi Királyságban felszámolták a feudalizmust. 

## Népessége
A népesség számának alakulása:

## Főbb látnivalói
- az egykori nemesi vár tornya, a Turris Martiani
- a 18. századi Santuario di Madonna dell’Abbondanza-templom'
- egy római ciszterna és temető maradványai.